# Corvino San Quirico
Corvino San Quirico – miejscowość i gmina we Włoszech, w regionie Lombardia, w prowincji Pawia.
Według danych na rok 2004 gminę zamieszkiwały 1092 osoby, 273 os./km².